# Direktkval till Svenska Hockeyligan 2015
Direktkval till Svenska Hockeyligan 2015 var den första säsongen av ett nytt kvalsystem till Svenska Hockeyligan. Det spelades mellan den 15 mars och 2 april 2015. Denna säsong flyttades två extra lag upp.
Kvalificerade lag var Leksands IF och Modo Hockey från  Svenska Hockeyligan samt Malmö Redhawks, Rögle BK, VIK Västerås och Vita Hästen från Hockeyallsvenskan. De möttes två och två i matchserien om sju matcher. Först till fyra vunna matcher fick en plats i SHL nästa säsong. Lag som avancerade till SHL blev Karlskrona HK (kvalificerade genom att vinna Hockeyallsvenska finalen), Malmö Redhawks, Modo Hockey och Rögle, medan Leksand flyttades ner till Hockeyallsvenskan efter ha förlorat avgörande matchen mot Malmö Redhawks med 4-3 i matcher.

## Leksands IF (S11) – Malmö Redhawks (SS3)
| 1     | 15 mars 2015 | Leksands IF                                                         | 3 – 4                     | Malmö Redhawks                                                                               | Tegera Arena                                                       |                                                                    |
| 16:00 | 16:00        | (1–0, 1–2, 1–2) Summering                                           | (1–0, 1–2, 1–2) Summering | (1–0, 1–2, 1–2) Summering                                                                    | Leksand Publik: 5 977 Domare: Andreas Harnebring, Mikael Andersson | Leksand Publik: 5 977 Domare: Andreas Harnebring, Mikael Andersson |
| 16:00 | 16:00        | Tomi Sallinen (02:15) Linus Hultström (23:47) Mattias Guter (41:23) | Mål                       | (32:05) Björn Svensson (39:55) Eric Himelfarb (52:50) Eric Himelfarb (58:30) Mattias Persson | Leksand Publik: 5 977 Domare: Andreas Harnebring, Mikael Andersson | Leksand Publik: 5 977 Domare: Andreas Harnebring, Mikael Andersson |
| 16:00 | 16:00        |                                                                     |                           |                                                                                              | Leksand Publik: 5 977 Domare: Andreas Harnebring, Mikael Andersson | Leksand Publik: 5 977 Domare: Andreas Harnebring, Mikael Andersson |
| 16:00 | 16:00        |                                                                     |                           |                                                                                              | Leksand Publik: 5 977 Domare: Andreas Harnebring, Mikael Andersson | Leksand Publik: 5 977 Domare: Andreas Harnebring, Mikael Andersson |
| 16:00 | 16:00        |                                                                     |                           |                                                                                              | Leksand Publik: 5 977 Domare: Andreas Harnebring, Mikael Andersson | Leksand Publik: 5 977 Domare: Andreas Harnebring, Mikael Andersson |
| 16:00 | 16:00        |                                                                     |                           |                                                                                              | Leksand Publik: 5 977 Domare: Andreas Harnebring, Mikael Andersson | Leksand Publik: 5 977 Domare: Andreas Harnebring, Mikael Andersson |

| 2     | 18 mars 2015 | Malmö Redhawks                                      | 2 – 3 (e.fl.)                  | Leksands IF                                                           | Malmö Arena                                          |                                                      |
| 19:00 | 19:00        | (1–0, 1–1, 0–1, 0–1) Summering                      | (1–0, 1–1, 0–1, 0–1) Summering | (1–0, 1–1, 0–1, 0–1) Summering                                        | Malmö Publik: 8 837 Domare: Marcus Linde, Johan Häll | Malmö Publik: 8 837 Domare: Marcus Linde, Johan Häll |
| 19:00 | 19:00        | Eric Himelfarb (04:57) Christoffer Forsberg (34:38) | Mål                            | (38:52) Linus Hultström (51:53) Linus Hultström (73:41) Tomi Sallinen | Malmö Publik: 8 837 Domare: Marcus Linde, Johan Häll | Malmö Publik: 8 837 Domare: Marcus Linde, Johan Häll |
| 19:00 | 19:00        |                                                     |                                |                                                                       | Malmö Publik: 8 837 Domare: Marcus Linde, Johan Häll | Malmö Publik: 8 837 Domare: Marcus Linde, Johan Häll |
| 19:00 | 19:00        |                                                     |                                |                                                                       | Malmö Publik: 8 837 Domare: Marcus Linde, Johan Häll | Malmö Publik: 8 837 Domare: Marcus Linde, Johan Häll |
| 19:00 | 19:00        |                                                     |                                |                                                                       | Malmö Publik: 8 837 Domare: Marcus Linde, Johan Häll | Malmö Publik: 8 837 Domare: Marcus Linde, Johan Häll |
| 19:00 | 19:00        |                                                     |                                |                                                                       | Malmö Publik: 8 837 Domare: Marcus Linde, Johan Häll | Malmö Publik: 8 837 Domare: Marcus Linde, Johan Häll |

| 3     | 21 mars 2015 | Leksands IF                                                                              | 4 – 3                     | Malmö Redhawks                                                               | Tegera Arena                                                  |                                                               |
| 16:00 | 16:00        | (1–0, 2–0, 1–3) Summering                                                                | (1–0, 2–0, 1–3) Summering | (1–0, 2–0, 1–3) Summering                                                    | Leksand Publik: 7 602 Domare: Thomas Andersson, Sören Persson | Leksand Publik: 7 602 Domare: Thomas Andersson, Sören Persson |
| 16:00 | 16:00        | Mattias Guter (00:55) Mattias Guter (27:11) Patrick Cehlin (32:26) Mattias Guter (48:15) | Mål                       | (49:53) Christoffer Forsberg (51:44) Nils Andersson (56:06) Magnus Häggström | Leksand Publik: 7 602 Domare: Thomas Andersson, Sören Persson | Leksand Publik: 7 602 Domare: Thomas Andersson, Sören Persson |
| 16:00 | 16:00        |                                                                                          |                           |                                                                              | Leksand Publik: 7 602 Domare: Thomas Andersson, Sören Persson | Leksand Publik: 7 602 Domare: Thomas Andersson, Sören Persson |
| 16:00 | 16:00        |                                                                                          |                           |                                                                              | Leksand Publik: 7 602 Domare: Thomas Andersson, Sören Persson | Leksand Publik: 7 602 Domare: Thomas Andersson, Sören Persson |
| 16:00 | 16:00        |                                                                                          |                           |                                                                              | Leksand Publik: 7 602 Domare: Thomas Andersson, Sören Persson | Leksand Publik: 7 602 Domare: Thomas Andersson, Sören Persson |
| 16:00 | 16:00        |                                                                                          |                           |                                                                              | Leksand Publik: 7 602 Domare: Thomas Andersson, Sören Persson | Leksand Publik: 7 602 Domare: Thomas Andersson, Sören Persson |

| 4     | 24 mars 2015 | Malmö Redhawks                                                      | 3 – 1                     | Leksands IF               | Malmö Arena                                                 |                                                             |
| 19:00 | 19:00        | (2–0, 0–1, 1–0) Summering                                           | (2–0, 0–1, 1–0) Summering | (2–0, 0–1, 1–0) Summering | Malmö Publik: 8 562 Domare: Sören Persson, Morgan Johansson | Malmö Publik: 8 562 Domare: Sören Persson, Morgan Johansson |
| 19:00 | 19:00        | Jens Jakobs (01:00) Nicklas Jadeland (11:19) Nils Andersson (54:58) | Mål                       | (35:29) Jon Knuts         | Malmö Publik: 8 562 Domare: Sören Persson, Morgan Johansson | Malmö Publik: 8 562 Domare: Sören Persson, Morgan Johansson |
| 19:00 | 19:00        |                                                                     |                           |                           | Malmö Publik: 8 562 Domare: Sören Persson, Morgan Johansson | Malmö Publik: 8 562 Domare: Sören Persson, Morgan Johansson |
| 19:00 | 19:00        |                                                                     |                           |                           | Malmö Publik: 8 562 Domare: Sören Persson, Morgan Johansson | Malmö Publik: 8 562 Domare: Sören Persson, Morgan Johansson |
| 19:00 | 19:00        |                                                                     |                           |                           | Malmö Publik: 8 562 Domare: Sören Persson, Morgan Johansson | Malmö Publik: 8 562 Domare: Sören Persson, Morgan Johansson |
| 19:00 | 19:00        |                                                                     |                           |                           | Malmö Publik: 8 562 Domare: Sören Persson, Morgan Johansson | Malmö Publik: 8 562 Domare: Sören Persson, Morgan Johansson |

| 5     | 27 mars 2015 | Leksands IF                                  | 2 – 1                     | Malmö Redhawks            | Tegera Arena                                                   |                                                                |
| 19:00 | 19:00        | (1–1, 0–0, 1–0) Summering                    | (1–1, 0–0, 1–0) Summering | (1–1, 0–0, 1–0) Summering | Leksand Publik: 6 575 Domare: Thomas Andersson, Patrik Sjöberg | Leksand Publik: 6 575 Domare: Thomas Andersson, Patrik Sjöberg |
| 19:00 | 19:00        | Tomi Sallinen (14:57) Patrick Cehlin (42:50) | Mål                       | (18:10) Eric Himelfarb    | Leksand Publik: 6 575 Domare: Thomas Andersson, Patrik Sjöberg | Leksand Publik: 6 575 Domare: Thomas Andersson, Patrik Sjöberg |
| 19:00 | 19:00        |                                              |                           |                           | Leksand Publik: 6 575 Domare: Thomas Andersson, Patrik Sjöberg | Leksand Publik: 6 575 Domare: Thomas Andersson, Patrik Sjöberg |
| 19:00 | 19:00        |                                              |                           |                           | Leksand Publik: 6 575 Domare: Thomas Andersson, Patrik Sjöberg | Leksand Publik: 6 575 Domare: Thomas Andersson, Patrik Sjöberg |
| 19:00 | 19:00        |                                              |                           |                           | Leksand Publik: 6 575 Domare: Thomas Andersson, Patrik Sjöberg | Leksand Publik: 6 575 Domare: Thomas Andersson, Patrik Sjöberg |
| 19:00 | 19:00        |                                              |                           |                           | Leksand Publik: 6 575 Domare: Thomas Andersson, Patrik Sjöberg | Leksand Publik: 6 575 Domare: Thomas Andersson, Patrik Sjöberg |

| 6     | 30 mars 2015 | Malmö Redhawks | 6 – 3                     | Leksands IF                                                    | Malmö Arena                                            |                                                        |
| 19:00 | 19:00        | (3–2, 1–1, 2–0) Summering | (3–2, 1–1, 2–0) Summering | (3–2, 1–1, 2–0) Summering                                      | Malmö Publik: 12 574 Domare: Marcus Linde, Mikael Nord | Malmö Publik: 12 574 Domare: Marcus Linde, Mikael Nord |
| 19:00 | 19:00        | Jeremias Augustin (11:29) Nils Andersson (13:59) Nicklas Jadeland (17:31) Mathias Tjärnqvist (41:01) Jakobs Jens (52:36) Mathias Tjärnqvist (59:40) | Mål                       | (12:46) Jon Knuts (19:47) Tomi Sallinen (42:55) Patrick Cehlin | Malmö Publik: 12 574 Domare: Marcus Linde, Mikael Nord | Malmö Publik: 12 574 Domare: Marcus Linde, Mikael Nord |
| 19:00 | 19:00        | |                           |                                                                | Malmö Publik: 12 574 Domare: Marcus Linde, Mikael Nord | Malmö Publik: 12 574 Domare: Marcus Linde, Mikael Nord |
| 19:00 | 19:00        | |                           |                                                                | Malmö Publik: 12 574 Domare: Marcus Linde, Mikael Nord | Malmö Publik: 12 574 Domare: Marcus Linde, Mikael Nord |
| 19:00 | 19:00        | |                           |                                                                | Malmö Publik: 12 574 Domare: Marcus Linde, Mikael Nord | Malmö Publik: 12 574 Domare: Marcus Linde, Mikael Nord |
| 19:00 | 19:00        | |                           |                                                                | Malmö Publik: 12 574 Domare: Marcus Linde, Mikael Nord | Malmö Publik: 12 574 Domare: Marcus Linde, Mikael Nord |

| 7     | 2 april 2015 | Leksands IF                                 | 2 – 4                     | Malmö Redhawks                                                                                | Tegera Arena                                              |                                                           |
| 19:00 | 19:00        | (1–1, 1–2, 0–1) Summering                   | (1–1, 1–2, 0–1) Summering | (1–1, 1–2, 0–1) Summering                                                                     | Leksand Publik: 7 650 Domare: Mikael Nord, Patrik Sjöberg | Leksand Publik: 7 650 Domare: Mikael Nord, Patrik Sjöberg |
| 19:00 | 19:00        | Jonas Frögren (12.59) Tomi Sallinen (35.29) | Mål                       | (19.46) Nils Andersson (26.44) Jens Henrik Tönjum (30.47) Björn Svensson (59.50) Henrik Hetta | Leksand Publik: 7 650 Domare: Mikael Nord, Patrik Sjöberg | Leksand Publik: 7 650 Domare: Mikael Nord, Patrik Sjöberg |
| 19:00 | 19:00        |                                             |                           |                                                                                               | Leksand Publik: 7 650 Domare: Mikael Nord, Patrik Sjöberg | Leksand Publik: 7 650 Domare: Mikael Nord, Patrik Sjöberg |
| 19:00 | 19:00        |                                             |                           |                                                                                               | Leksand Publik: 7 650 Domare: Mikael Nord, Patrik Sjöberg | Leksand Publik: 7 650 Domare: Mikael Nord, Patrik Sjöberg |
| 19:00 | 19:00        |                                             |                           |                                                                                               | Leksand Publik: 7 650 Domare: Mikael Nord, Patrik Sjöberg | Leksand Publik: 7 650 Domare: Mikael Nord, Patrik Sjöberg |
| 19:00 | 19:00        |                                             |                           |                                                                                               | Leksand Publik: 7 650 Domare: Mikael Nord, Patrik Sjöberg | Leksand Publik: 7 650 Domare: Mikael Nord, Patrik Sjöberg |

## Modo Hockey (S12) – HC Vita Hästen (SS2)
| 1     | 16 mars 2015 | Modo Hockey                                                                | 3 – 0                     | HC Vita Hästen            | Fjällräven Center                                               |                                                                 |
| 19:00 | 19:00        | (0–0, 2–0, 1–0) Summering                                                  | (0–0, 2–0, 1–0) Summering | (0–0, 2–0, 1–0) Summering | Örnsköldsvik Publik: 6 722 Domare: Daniel Winge, Patrik Sjöberg | Örnsköldsvik Publik: 6 722 Domare: Daniel Winge, Patrik Sjöberg |
| 19:00 | 19:00        | Donald Brashear (21:01) Juha-Pekka Haataja (45:49) Per-Åge Skrøder (58:04) | Mål                       |                           | Örnsköldsvik Publik: 6 722 Domare: Daniel Winge, Patrik Sjöberg | Örnsköldsvik Publik: 6 722 Domare: Daniel Winge, Patrik Sjöberg |
| 19:00 | 19:00        |                                                                            |                           |                           | Örnsköldsvik Publik: 6 722 Domare: Daniel Winge, Patrik Sjöberg | Örnsköldsvik Publik: 6 722 Domare: Daniel Winge, Patrik Sjöberg |
| 19:00 | 19:00        |                                                                            |                           |                           | Örnsköldsvik Publik: 6 722 Domare: Daniel Winge, Patrik Sjöberg | Örnsköldsvik Publik: 6 722 Domare: Daniel Winge, Patrik Sjöberg |
| 19:00 | 19:00        |                                                                            |                           |                           | Örnsköldsvik Publik: 6 722 Domare: Daniel Winge, Patrik Sjöberg | Örnsköldsvik Publik: 6 722 Domare: Daniel Winge, Patrik Sjöberg |
| 19:00 | 19:00        |                                                                            |                           |                           | Örnsköldsvik Publik: 6 722 Domare: Daniel Winge, Patrik Sjöberg | Örnsköldsvik Publik: 6 722 Domare: Daniel Winge, Patrik Sjöberg |

| 2     | 19 mars 2015 | HC Vita Hästen            | 0 – 2                     | Modo Hockey                                | Himmelstalundshallen                                               |                                                                    |
| 19:00 | 19:00        | (0–1, 0–1, 0–0) Summering | (0–1, 0–1, 0–0) Summering | (0–1, 0–1, 0–0) Summering                  | Norrköping Publik: 4 637 Domare: Sören Persson, Andreas Harnebring | Norrköping Publik: 4 637 Domare: Sören Persson, Andreas Harnebring |
| 19:00 | 19:00        |                           | Mål                       | (18:56) Jonas Ahnelöv (23:59) Marcel Hossa | Norrköping Publik: 4 637 Domare: Sören Persson, Andreas Harnebring | Norrköping Publik: 4 637 Domare: Sören Persson, Andreas Harnebring |
| 19:00 | 19:00        |                           |                           |                                            | Norrköping Publik: 4 637 Domare: Sören Persson, Andreas Harnebring | Norrköping Publik: 4 637 Domare: Sören Persson, Andreas Harnebring |
| 19:00 | 19:00        |                           |                           |                                            | Norrköping Publik: 4 637 Domare: Sören Persson, Andreas Harnebring | Norrköping Publik: 4 637 Domare: Sören Persson, Andreas Harnebring |
| 19:00 | 19:00        |                           |                           |                                            | Norrköping Publik: 4 637 Domare: Sören Persson, Andreas Harnebring | Norrköping Publik: 4 637 Domare: Sören Persson, Andreas Harnebring |
| 19:00 | 19:00        |                           |                           |                                            | Norrköping Publik: 4 637 Domare: Sören Persson, Andreas Harnebring | Norrköping Publik: 4 637 Domare: Sören Persson, Andreas Harnebring |

| 3     | 22 mars 2015 | Modo Hockey                                                                         | 4 – 1                     | HC Vita Hästen            | Fjällräven Center                                             |                                                               |
| 16:00 | 16:00        | (1–0, 2–0, 1–1) Summering                                                           | (1–0, 2–0, 1–1) Summering | (1–0, 2–0, 1–1) Summering | Örnsköldsvik Publik: 7 163 Domare: Tobias Björk, Linus Öhlund | Örnsköldsvik Publik: 7 163 Domare: Tobias Björk, Linus Öhlund |
| 16:00 | 16:00        | Simon Önerud (11:20) Marcel Hossa (30:16) Adrian Kempe (30:41) Simon Önerud (49:58) | Mål                       | (18:56) Daniel Åhsberg    | Örnsköldsvik Publik: 7 163 Domare: Tobias Björk, Linus Öhlund | Örnsköldsvik Publik: 7 163 Domare: Tobias Björk, Linus Öhlund |
| 16:00 | 16:00        |                                                                                     |                           |                           | Örnsköldsvik Publik: 7 163 Domare: Tobias Björk, Linus Öhlund | Örnsköldsvik Publik: 7 163 Domare: Tobias Björk, Linus Öhlund |
| 16:00 | 16:00        |                                                                                     |                           |                           | Örnsköldsvik Publik: 7 163 Domare: Tobias Björk, Linus Öhlund | Örnsköldsvik Publik: 7 163 Domare: Tobias Björk, Linus Öhlund |
| 16:00 | 16:00        |                                                                                     |                           |                           | Örnsköldsvik Publik: 7 163 Domare: Tobias Björk, Linus Öhlund | Örnsköldsvik Publik: 7 163 Domare: Tobias Björk, Linus Öhlund |
| 16:00 | 16:00        |                                                                                     |                           |                           | Örnsköldsvik Publik: 7 163 Domare: Tobias Björk, Linus Öhlund | Örnsköldsvik Publik: 7 163 Domare: Tobias Björk, Linus Öhlund |

| 4     | 25 mars 2015 | HC Vita Hästen            | 1 – 4                     | Modo Hockey                                                                              | Himmelstalundshallen                                           |                                                                |
| 19:00 | 19:00        | (1–1, 0–2, 0–1) Summering | (1–1, 0–2, 0–1) Summering | (1–1, 0–2, 0–1) Summering                                                                | Norrköping Publik: 4 637 Domare: Mikael Sjöqvist, Daniel Winge | Norrköping Publik: 4 637 Domare: Mikael Sjöqvist, Daniel Winge |
| 19:00 | 19:00        | Wilhelm Westlund (10:17)  | Mål                       | (09:34) Samuel Påhlsson (21:08) Emil Pettersson (21:33) Simon Önerud (57:20) Peter Öberg | Norrköping Publik: 4 637 Domare: Mikael Sjöqvist, Daniel Winge | Norrköping Publik: 4 637 Domare: Mikael Sjöqvist, Daniel Winge |
| 19:00 | 19:00        |                           |                           |                                                                                          | Norrköping Publik: 4 637 Domare: Mikael Sjöqvist, Daniel Winge | Norrköping Publik: 4 637 Domare: Mikael Sjöqvist, Daniel Winge |
| 19:00 | 19:00        |                           |                           |                                                                                          | Norrköping Publik: 4 637 Domare: Mikael Sjöqvist, Daniel Winge | Norrköping Publik: 4 637 Domare: Mikael Sjöqvist, Daniel Winge |
| 19:00 | 19:00        |                           |                           |                                                                                          | Norrköping Publik: 4 637 Domare: Mikael Sjöqvist, Daniel Winge | Norrköping Publik: 4 637 Domare: Mikael Sjöqvist, Daniel Winge |
| 19:00 | 19:00        |                           |                           |                                                                                          | Norrköping Publik: 4 637 Domare: Mikael Sjöqvist, Daniel Winge | Norrköping Publik: 4 637 Domare: Mikael Sjöqvist, Daniel Winge |

## VIK Västerås HK (HA1) – Rögle BK (SS1)
| 1     | 17 mars 2015 | VIK Västerås                                                       | 3 – 4                     | Rögle BK                                                                                                   | ABB Arena Nord                                                  |                                                                 |
| 19:00 | 19:00        | (0–1, 2–2, 1–1) Summering                                          | (0–1, 2–2, 1–1) Summering | (0–1, 2–2, 1–1) Summering                                                                                  | Västerås Publik: 3 959 Domare: Johan Häll, Christoffer Karlsson | Västerås Publik: 3 959 Domare: Johan Häll, Christoffer Karlsson |
| 19:00 | 19:00        | Stefan Gråhns (23:14) Erik Andersson (33:17) Stefan Gråhns (54:42) | Mål                       | (03:27) Ludvig Rensfeldt (23:43) Christopher Liljewall (31:59) Jordan Smotherman (56:37) Jordan Smotherman | Västerås Publik: 3 959 Domare: Johan Häll, Christoffer Karlsson | Västerås Publik: 3 959 Domare: Johan Häll, Christoffer Karlsson |
| 19:00 | 19:00        |                                                                    |                           | | Västerås Publik: 3 959 Domare: Johan Häll, Christoffer Karlsson | Västerås Publik: 3 959 Domare: Johan Häll, Christoffer Karlsson |
| 19:00 | 19:00        |                                                                    |                           | | Västerås Publik: 3 959 Domare: Johan Häll, Christoffer Karlsson | Västerås Publik: 3 959 Domare: Johan Häll, Christoffer Karlsson |
| 19:00 | 19:00        |                                                                    |                           | | Västerås Publik: 3 959 Domare: Johan Häll, Christoffer Karlsson | Västerås Publik: 3 959 Domare: Johan Häll, Christoffer Karlsson |
| 19:00 | 19:00        |                                                                    |                           | | Västerås Publik: 3 959 Domare: Johan Häll, Christoffer Karlsson | Västerås Publik: 3 959 Domare: Johan Häll, Christoffer Karlsson |

| 2     | 20 mars 2015 | Rögle BK                                                                                       | 4 – 3                     | VIK Västerås HK                                                         | Lindab Arena                                                   |                                                                |
| 19:00 | 19:00        | (0–0, 2–0, 2–3) Summering                                                                      | (0–0, 2–0, 2–3) Summering | (0–0, 2–0, 2–3) Summering                                               | Ängelholm Publik: 4 866 Domare: Daniel Winge, Mikael Andersson | Ängelholm Publik: 4 866 Domare: Daniel Winge, Mikael Andersson |
| 19:00 | 19:00        | Calle Rosén (23:18) Sebastian Stålberg (26:39) Ludvig Rensfeldt (44:40) Peter Le Blanc (46:41) | Mål                       | (45:33) Brock Montpetit (50:16) Brock Montpetit (53:06) Eddie Davidsson | Ängelholm Publik: 4 866 Domare: Daniel Winge, Mikael Andersson | Ängelholm Publik: 4 866 Domare: Daniel Winge, Mikael Andersson |
| 19:00 | 19:00        |                                                                                                |                           |                                                                         | Ängelholm Publik: 4 866 Domare: Daniel Winge, Mikael Andersson | Ängelholm Publik: 4 866 Domare: Daniel Winge, Mikael Andersson |
| 19:00 | 19:00        |                                                                                                |                           |                                                                         | Ängelholm Publik: 4 866 Domare: Daniel Winge, Mikael Andersson | Ängelholm Publik: 4 866 Domare: Daniel Winge, Mikael Andersson |
| 19:00 | 19:00        |                                                                                                |                           |                                                                         | Ängelholm Publik: 4 866 Domare: Daniel Winge, Mikael Andersson | Ängelholm Publik: 4 866 Domare: Daniel Winge, Mikael Andersson |
| 19:00 | 19:00        |                                                                                                |                           |                                                                         | Ängelholm Publik: 4 866 Domare: Daniel Winge, Mikael Andersson | Ängelholm Publik: 4 866 Domare: Daniel Winge, Mikael Andersson |

| 3     | 23 mars 2015 | VIK Västerås HK                                                          | 3 – 0                     | Rögle BK                  | ABB Arena Nord                                                |                                                               |
| 19:00 | 19:00        | (1–0, 2–0, 0–0) Summering                                                | (1–0, 2–0, 0–0) Summering | (1–0, 2–0, 0–0) Summering | Västerås Publik: 4 112 Domare: Johan Häll, Andreas Harnebring | Västerås Publik: 4 112 Domare: Johan Häll, Andreas Harnebring |
| 19:00 | 19:00        | Fredrik Johansson (10:52) Mikael Frycklund (24:13) Stefan Gråhns (39:45) | Mål                       |                           | Västerås Publik: 4 112 Domare: Johan Häll, Andreas Harnebring | Västerås Publik: 4 112 Domare: Johan Häll, Andreas Harnebring |
| 19:00 | 19:00        |                                                                          |                           |                           | Västerås Publik: 4 112 Domare: Johan Häll, Andreas Harnebring | Västerås Publik: 4 112 Domare: Johan Häll, Andreas Harnebring |
| 19:00 | 19:00        |                                                                          |                           |                           | Västerås Publik: 4 112 Domare: Johan Häll, Andreas Harnebring | Västerås Publik: 4 112 Domare: Johan Häll, Andreas Harnebring |
| 19:00 | 19:00        |                                                                          |                           |                           | Västerås Publik: 4 112 Domare: Johan Häll, Andreas Harnebring | Västerås Publik: 4 112 Domare: Johan Häll, Andreas Harnebring |
| 19:00 | 19:00        |                                                                          |                           |                           | Västerås Publik: 4 112 Domare: Johan Häll, Andreas Harnebring | Västerås Publik: 4 112 Domare: Johan Häll, Andreas Harnebring |

| 4     | 26 mars 2015 | Rögle BK | 6 – 1                     | VIK Västerås HK           | Lindab Arena                                                         |                                                                      |
| 19:00 | 19:00        | (1–1, 3–0, 2–0) Summering | (1–1, 3–0, 2–0) Summering | (1–1, 3–0, 2–0) Summering | Ängelholm Publik: 5 012 Domare: Andreas Harnebring, Morgan Johansson | Ängelholm Publik: 5 012 Domare: Andreas Harnebring, Morgan Johansson |
| 19:00 | 19:00        | Daniel Sylwander (15:26) Niklas Hansson (24:24) Jakob Lilja (27:57) Peter LeBlanc (34:04) Calle Rosén (43:28) Taylor Matson (51:49) | Mål                       | (16:38) Jeremy Williams   | Ängelholm Publik: 5 012 Domare: Andreas Harnebring, Morgan Johansson | Ängelholm Publik: 5 012 Domare: Andreas Harnebring, Morgan Johansson |
| 19:00 | 19:00        | |                           |                           | Ängelholm Publik: 5 012 Domare: Andreas Harnebring, Morgan Johansson | Ängelholm Publik: 5 012 Domare: Andreas Harnebring, Morgan Johansson |
| 19:00 | 19:00        | |                           |                           | Ängelholm Publik: 5 012 Domare: Andreas Harnebring, Morgan Johansson | Ängelholm Publik: 5 012 Domare: Andreas Harnebring, Morgan Johansson |
| 19:00 | 19:00        | |                           |                           | Ängelholm Publik: 5 012 Domare: Andreas Harnebring, Morgan Johansson | Ängelholm Publik: 5 012 Domare: Andreas Harnebring, Morgan Johansson |
| 19:00 | 19:00        | |                           |                           | Ängelholm Publik: 5 012 Domare: Andreas Harnebring, Morgan Johansson | Ängelholm Publik: 5 012 Domare: Andreas Harnebring, Morgan Johansson |

| 5     | 29 mars 2015 | VIK Västerås HK           | 0 – 2                     | Rögle BK                                            | ABB Arena Nord                                              |                                                             |
| 16:00 | 16:00        | (0–0, 0–1, 0–1) Summering | (0–0, 0–1, 0–1) Summering | (0–0, 0–1, 0–1) Summering                           | Västerås Publik: 4 253 Domare: Wolmer Edqvist, Tobias Björk | Västerås Publik: 4 253 Domare: Wolmer Edqvist, Tobias Björk |
| 16:00 | 16:00        |                           | Mål                       | (25:06) Jesper Jensen (52:38) Christopher Liljewall | Västerås Publik: 4 253 Domare: Wolmer Edqvist, Tobias Björk | Västerås Publik: 4 253 Domare: Wolmer Edqvist, Tobias Björk |
| 16:00 | 16:00        |                           |                           |                                                     | Västerås Publik: 4 253 Domare: Wolmer Edqvist, Tobias Björk | Västerås Publik: 4 253 Domare: Wolmer Edqvist, Tobias Björk |
| 16:00 | 16:00        |                           |                           |                                                     | Västerås Publik: 4 253 Domare: Wolmer Edqvist, Tobias Björk | Västerås Publik: 4 253 Domare: Wolmer Edqvist, Tobias Björk |
| 16:00 | 16:00        |                           |                           |                                                     | Västerås Publik: 4 253 Domare: Wolmer Edqvist, Tobias Björk | Västerås Publik: 4 253 Domare: Wolmer Edqvist, Tobias Björk |
| 16:00 | 16:00        |                           |                           |                                                     | Västerås Publik: 4 253 Domare: Wolmer Edqvist, Tobias Björk | Västerås Publik: 4 253 Domare: Wolmer Edqvist, Tobias Björk |

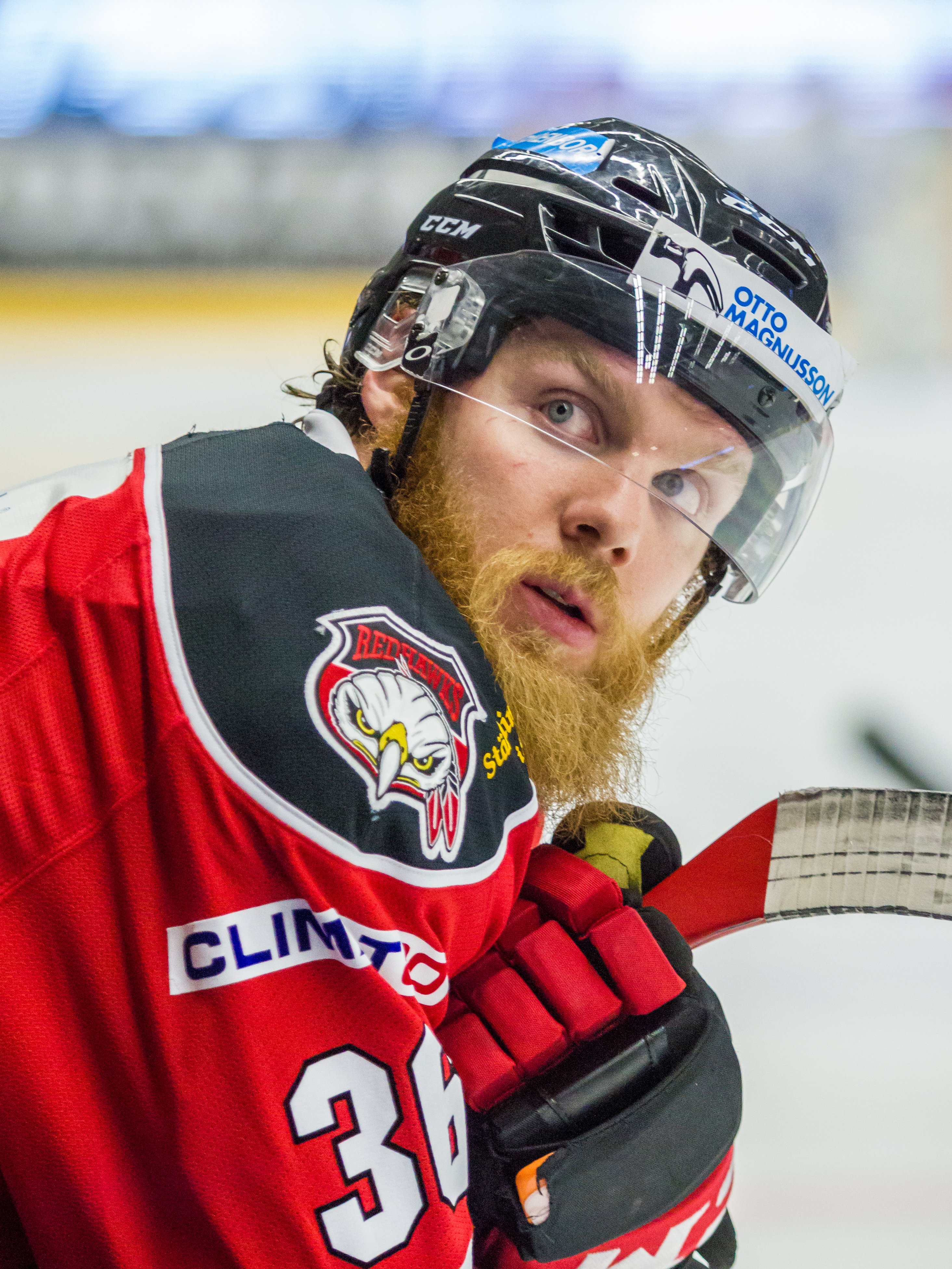
David Liffiton i Malmö Redhawks vid match mot Leksands IF  21 mars 2015
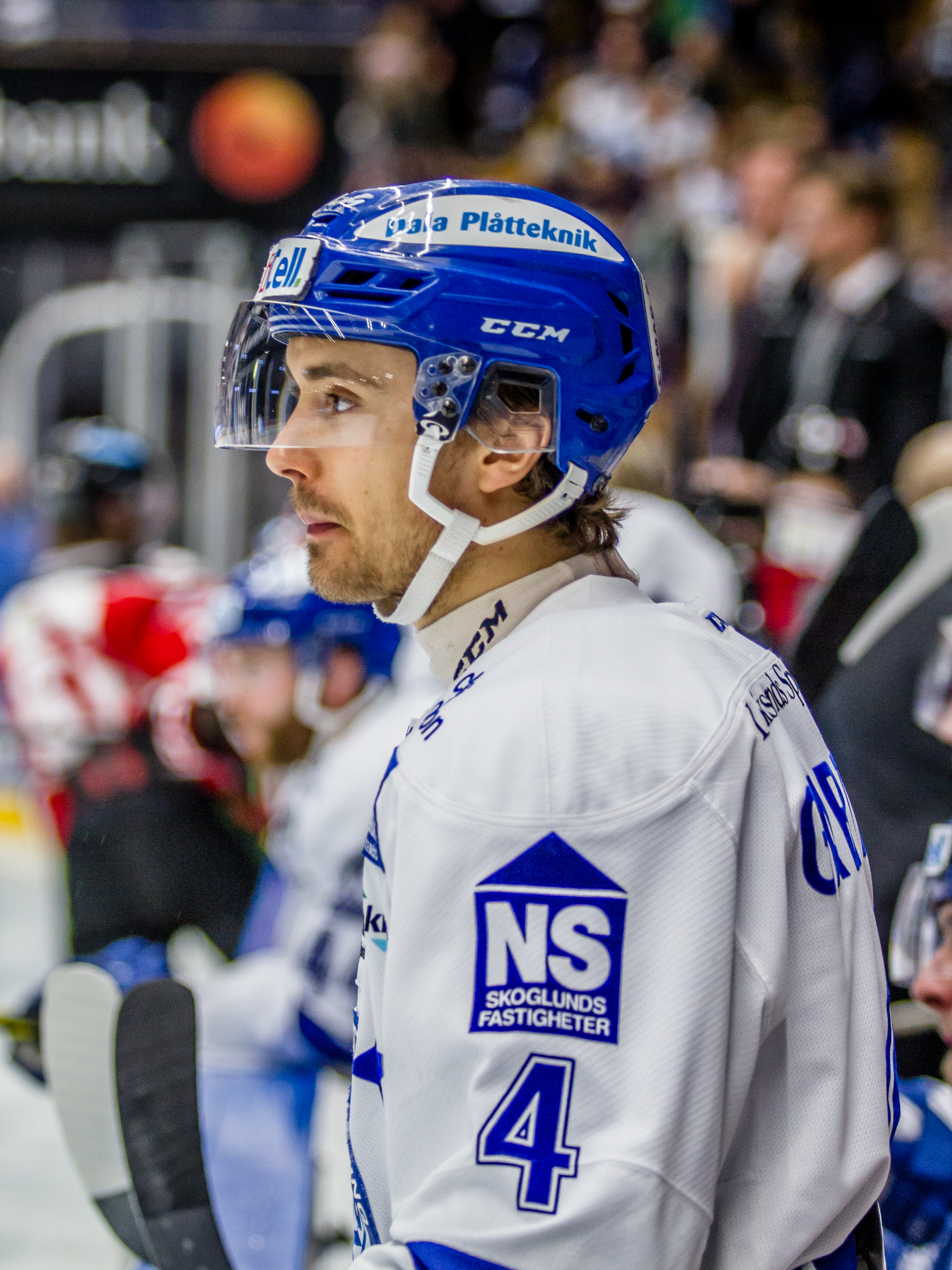
Robin Gartner i Leksands IF vid match mot Malmö Redhawks 21 mars 2015